# Rosa Book
Rosa Book, auch Rose Book (* 20. August 1907 in Wien; † 1995 in New York) war eine austroamerikanische Opernsängerin (Sopran).

## Leben
Rose Book erhielt ihre Gesangsausbildung (Sopran) am Wiener Konservatorium bei Viktor Fuchs. Sie begann ihre Karriere 1925 in Nürnberg und Mainz und sang von 1927 an fünf Jahre in Breslau und danach in Hamburg. Nach der Machtübergabe an die Nationalsozialisten wurde sie 1934 aufgrund ihrer jüdischen Herkunft aus dem Ensemble des Hamburgischen Stadttheaters gekündigt. In den folgenden Jahren sang sie bei Veranstaltungen des Jüdischen Kulturbundes sowie am Deutschen Theater in Prag. Nachdem sie im Oktober 1938 auch in Prag gekündigt wurde, entschied sie sich, in die USA zu fliehen. In New York trat sie unter dem Namen Rosa Bok an der Metropolitan Opera auf, unter anderem als Königin der Nacht in Mozarts Zauberflöte. Nach einem schweren Theaterunfall arbeitete sie noch als Gesangslehrerin in New York. 
Sie hatte eine ältere Schwester, Johanna Book (* 1899), die ebenfalls als Sängerin gearbeitet hatte und später mit ihr in New York wohnte.